# ウェイク郡 (ノースカロライナ州)
ウェイク郡（英: Wake County）は、アメリカ合衆国ノースカロライナ州の中央部に位置する郡である。人口は112万9410人（2020年）で、州内では人口最大の郡である。郡庁所在地は郡内最大都市のローリー。ローリーはノースカロライナ州の州都である。
ウェイク郡はリサーチ・トライアングル大都市圏に属している。その中にはローリー、ダーラム市、ケーリー町、チャペルヒル町とその周辺郊外部が含まれている。この名称はローリーとダーラムの中間に1959年に建設されたリサーチ・トライアングル・パークから来ている。この都市圏はアメリカ合衆国国勢調査局の使用するローリー・ダーラム・ケーリー広域都市圏に広がっている。都市圏人口は2010年国勢調査で1,749,525人であり、ローリー・ケーリー大都市圏の人口は、2010年4月1日時点で1,130,490人となっていた。
国内の成長速度が高い自治体として、ウェイク郡のケーリー町が第8位、ローリー市が第15位となっており、ウェイク郡は第9位の郡だった。郡政府はウェイク郡郡政委員会である。

## 歴史

### 初期の歴史
ウェイク郡となった地域の住人として知られている早期のものはタスカローラ族インディアンである。彼等は1711年のタスカローラ戦争で敗れ、ニューヨーク地方に移動してイロコイ連邦に加わった。
ウェイク郡は1771年に、カンバーランド郡、ジョンストン郡、オレンジ郡のそれぞれ一部を合わせて設立された。最初の郡庁舎は当初ウェイクコートハウスと呼ばれ、現在はブルーズベリーという村に建設された。1771年、最初の選挙と議会が開催され、最初の民兵隊が編成された。
ウェイク郡は他の郡の設立により、その領域を減らしてきた。1787年のフランクリン郡の設立、および1818年と1911年の2度ダーラム郡に領域を譲ったのがこれに該当する。
ノースカロライナが植民地であった間に、首都はニューバーンに置かれていた。アメリカ独立戦争中と後の数年間、首都が無い時期があり、議会は様々な場所で開催された。1789年から1793年はファイエットビルが州都だった。1793年にローリーが恒久的な州都になった。1792年、恒久的な州都の場所を選定する委員会が指名された。この委員会はジョン・ヒルトン大佐が所有するニューズ川対岸の土地を好んだが、最終投票が行われる前の晩に休会となり、ジョエル・レーンの家に行って会食した。翌日投票結果はレーンの思惑通りとなった。
レーンはウィリアム・トライアン植民地総督の妻マーガレット・ウェイクに因んでウェイク郡を名付けた。ローリーはウォルター・ローリー卿に因んで名付けられ、レーンから購入した1,000エーカー (4 km2) の土地に1792年に建設された。ローリーはノースカロライナに足を踏み入れたことは無かったが、1585年に州内ロアノーク島にイングランドの北アメリカでは最初の植民地設立を後援していた。ローリーは州都かつウェイク郡の新しい郡庁所在地になった。

### 19世紀
南北戦争のカロライナ方面作戦が展開された1865年4月13日から15日、モリスビルでモリスビルステーションの戦いが起きた。北軍ウィリアム・シャーマン将軍と、南軍ジョセフ・ジョンストン将軍との間で、南北戦争では最後の会戦となった。北軍騎兵隊指揮官のジャドソン・キルパトリック将軍が、南軍ウェイド・ハンプトン将軍やジョセフ・ウィーラー将軍の指揮する部隊を破って、大慌てで後退させた。南軍は西に向かう列車を使い残っていた物資や負傷者を、最後の宿営地になったグリーンズボロに向けて必死になって輸送していた。キルパトリック将軍はモリスビル駅を見下ろす高台に大砲を据え、騎兵隊がこの小さな村から南軍を追い出して、多くの大事な物資を残して行かざるを得なくさせた。しかしベントンビルの戦いやアベラスボロの戦いで負傷していた兵士達は列車でなんとか運び出すことができた。後にジョンストン将軍はモリスビルに宿営していた北軍に伝令を走らせ、シャーマン将軍に休戦を話し合う会合を持ちたいと伝えさせた。数日後の1865年4月17日、2人の将軍はダーラムに近いベネット・プレースで会合し、この戦争で最大規模の降伏となるものの条件について議論を始めた。

## 郡政府
ウェイク郡は7人の委員で構成される郡政委員会が統治している。委員は郡全体を選挙区に選ばれ、人気は4年間である。2年毎に3人または4人が改選される。委員会は資産税率の設定、土地利用の規制、自治体以外の選挙区割り、年間予算の採択など方針を策定する。会合は毎月第1および第3月曜日に開催される。
ウェイク郡は、地域自治体の組織であるトライアングルJ自治体委員会のメンバーである。

## 政治

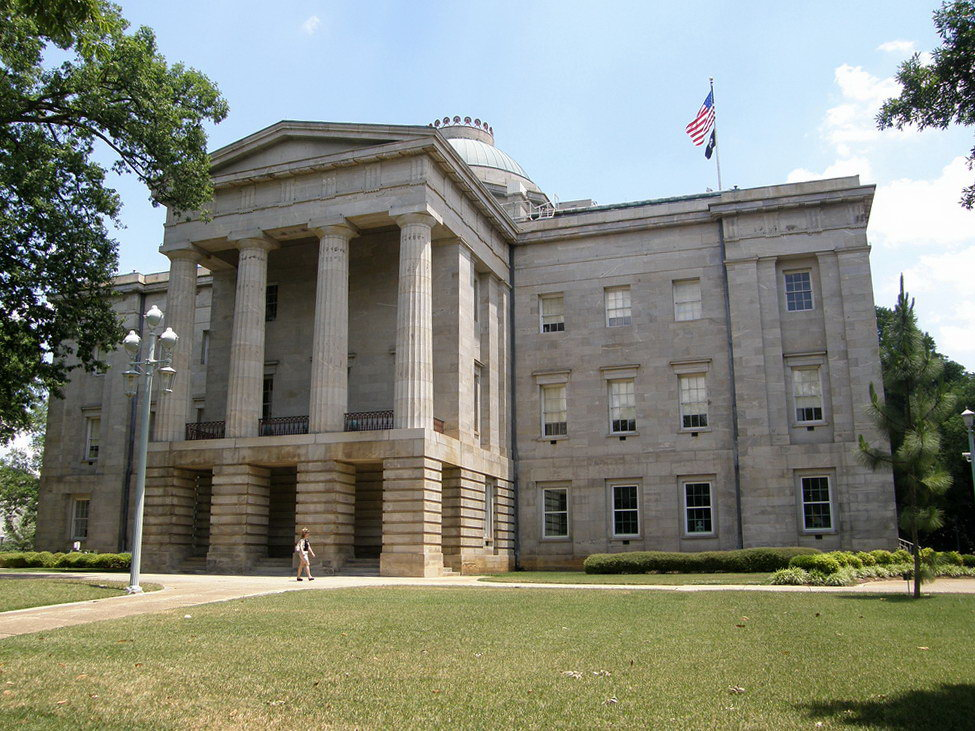
ノースカロライナ州会議事堂

ノースカロライナ州は昔から保守的な州だが、ウェイク郡は二大政党が競い合う地域にある。
1960年からの13回の大統領選挙で、民主党候補がウェイク郡を制したのは4回のみ（1960年のケネディ、1964年のジョンソン、1992年のクリントンと2008年のオバマ）だが、選挙戦は常に接戦であり、1980年のロナルド・レーガンの場合は全国的には大勝したが、ウェイク郡では僅か1%の差を付けただけだった。最近では共和党のジョージ・W・ブッシュが2000年に53％を取ってアル・ゴアを制し、2004年は51%対49%という僅差でジョン・ケリーを破った。2008年、民主党のバラク・オバマは56%対43%でジョン・マケインを破った。
州全体の選挙でも近年は民主党が善戦している。1998年、アメリカ合衆国上院議員選挙で民主党のジョン・エドワーズがウェイク郡を制し、結局現職共和党員のラウチ・フェアクロースを破った。2000年、マイク・イーズリーがウェイク郡で55%を獲得し州知事に当選した。2004年、イーズリーは対抗馬のパトリック・バレンタインに対して59%対40%という大差で再選された。2008年の州知事選挙では、民主党のビバリー・パーデューが51%対45%でウェイク郡を制した。民主党上院議員候補のアースキン・ボウルズがウェイク郡で52%を得たが、州全体では逆にリチャード・バーが52%を取って当選した。2002年、共和党のエリザベス・ドールがウェイク郡で55％を得てボウルズを破り、州全体でも大差で当選した。2008年にはケイ・ヘイガンがドールを56%対40%で破った。
民主党に投票する人は主にローリー市に住み、共和党に投票する人は郡の北部と西部に多い。ローリーの郊外部とケーリー町、アペックス町は大半が浮動票であり、彼等が最近は民主党を支持している可能性がある。
ウェイク郡はその選挙法について司法省に認定を求めない郡の1つである。州内100郡のうち40郡が選挙権法に従い、その選挙法を司法省から審査されなければならない。

## 地理

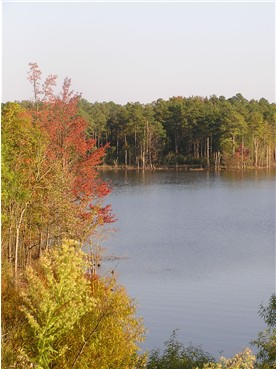
フォールズ湖

アメリカ合衆国国勢調査局に拠れば、郡域全面積は857平方マイル (2,220 km2)であり、このうち陸地832平方マイル (2,150 km2)、水域は25平方マイル (65 km2)で水域率は2.95%である。
ウェイク郡はノースカロライナ州の中央部北東にあり、ピードモント台地と大西洋岸平原が接する所である。この地域では内陸のクリークや川に滝が出現することで、その位置を結んで「滝線」と呼ばれている。郡内の地形は穏やかにうねる丘陵が東の海岸平原に向かって傾斜を作っている。ピードモント台地の中央にあるので、東の大西洋岸まで車で約3時間、西のグレート・スモーキー山脈までは車で約4時間の位置にある。
郡内の水域としては、クラブツリー湖、クラブツリー・クリーク、ジョンソン湖、ニューズ川があり、またフォールズ湖とジョーダン湖の一部が入っている。

### 郡区
ウェイク郡は20の郡区に分割されている。バートンズクリーク、バックホーン、ケーリー、シーダーフォーク、ホリースプリングス、ハウスクリーク、リーズビル、リトルリバー、マークスクリーク、メレディス、ミドルクリーク、ニューズ、ニューライト、パンサーブランチ、ローリー、セントメアリーズ、セントマシューズ、スウィフトクリーク、ウェイクフォレスト、ホワイトオークの各郡区である。

### 隣接する郡
- グランビル郡 - 北
- フランクリン郡 - 北東
- ナッシュ郡 - 東
- ジョンストン郡 - 南東
- ハーネット郡 - 南西
- チャタム郡 - 西
- ダーラム郡 - 北西

### 気候
ウェイク郡は温暖な亜熱帯気候であり、春、秋、冬は温暖である。夏は通常暑く、湿度が高い。冬の最高気温は50°F 台前半 (10 - 13 °C)、最低気温は30°F 台前半から半ば  (−2 to 2 °C) であり、60°F (15 °C) を超えることも希ではない。春と秋は70°F 台前半から半ば (20°C台前半)になり、夜間は50°F 台前半 (10 - 14 °C) となる。夏の日中は80°F 台後半から90°F 台 (29 - 35 °C) となる。雨が多いのは7月と8月である。
ローリーの国立気象観測所では、冬季に平均7インチ (180 mm) の雪を観測する。氷雨や霙も降り、時には氷雨を伴う暴風で被害が出る。

## 交通

### 空港、鉄道、バスなど

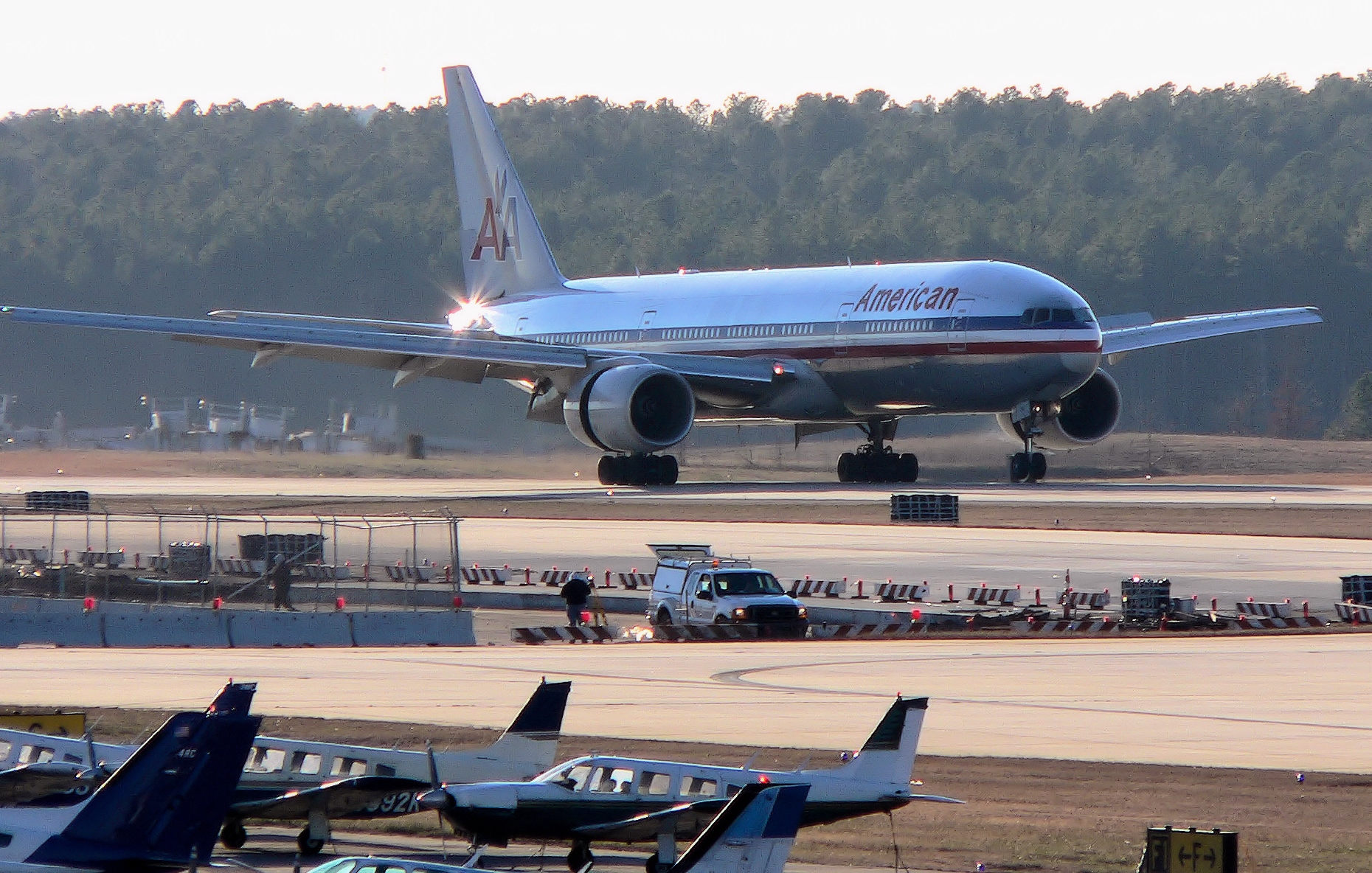
ローリー・ダーラム国際空港に着陸するロンドン・ガトウィック発アメリカン航空 ボーイング777機

- 空港: ローリー・ダーラム国際空港 (RDU)、郡北西部、州間高速道路40号線近くにある。国内外35以上の都市とを結んでいる。乗降客数は年間900万人を超えている
- 鉄道: アムトラックがローリーとケーリーで停車している
- バス: トライアングル交通公社がローリー、ダーラム地域およびチャペルヒル地域で地域と自治体を結ぶバス体系を運行している。
- 地域鉄道: 地域のライトレール線が計画されているが、今後10年ないし20年掛かって建設される[8]

### 主要高規格道路
- 州間高速道路40号線、郡内を通る唯一の幹線州間高速道路、ローリー・ダーラム国際空港、モリスビル。ケーリー、ローリー、ガーナーを結ぶ。支線が2本ある。
  -  州間高速道路440号線、ローリー中心部の大半を囲む「ベルトライン」の北部、南部は40号線
  -  州間高速道路540号線、ナイトデール、ケーリー、モリスビル、アペックス、ホリースプリングスの衛星都市を結ぶ環状線を部分的に完成させている66マイル (106 km)。完成された部分は、郡北部でノーザン・ウェイク・イクスプレスウェイ、郡西部でウェスタン・ウェイク・パークウェイと呼ばれる。
- その他郡内を通る幹線道は以下の通りである
- アメリカ国道1号線
- アメリカ国道64号線
- アメリカ国道264号線
- アメリカ国道70号線
- アメリカ国道401号線
- ノースカロライナ州道39号線
- ノースカロライナ州道42号線
- ノースカロライナ州道50号線
- ノースカロライナ州道54号線
- ノースカロライナ州道55号線
- ノースカロライナ州道96号線
- ノースカロライナ州道98号線
- ノースカロライナ州道231号線
- ノースカロライナ州道540号線

### 自転車
「山から海へ」ノースカロライナ自転車道2号線が郡内を通り、他にメイン州からフロリダ州へアメリカ合衆国自転車道1号線、ノースカロライナ自転車道5号線、「ケープフェア・ラン」がアペックスから海岸都市ウィルミントンを繋いでいる。

## 経済
2010年7月時点でウェイク郡の失業率は国内平均よりもかなり低かった。
郡経済はダーラムとローリーの間にあるリサーチ・トライアングル・パークに大きく影響される。このパークは国内最大の工業団地であり、ハイテクとバイオテクノロジー研究の中心であり、また繊維の開発も行われている。160以上の企業が5万人以上を雇用している。大手雇用主はIBM（従業員11,000人）、グラクソ・スミスクライン（同6,400人）、シスコシステムズ（同3,400人）などである。
産業基盤は、電気、医療、電子・通信機器、衣料とアパレル、食品加工、紙製品、薬品である。農業ではタバコ、綿花、小麦、大豆、トウモロコシが栽培されている。
世界最大級の民間ソフトウエア会社SASインスティチュートがケーリーにある。その他郡内にある企業としては、RBCセンチュラ、プログラス・エナジー、デックスワン、3Dソルブ、カークエスト、ベアロックフーズ、コットン・インコーポレイテッド、エピックゲイムズ、ロード・コーポレーション、レノボ・グループ、テケレック、レッドハット、ゴールデンコーラル、マーティン・マリエッタ・マテリアルズがある。
2007年の雑誌フォーブスでは、ローリーとケーリーを、国内で職を見つけるための最良の都市に挙げていた。またこの地域はキャリアを積むための最良の場所にもなっていた。また同じく2007年のCNNでは、この地域を職の成長で第3位、技術労働者の地域第1位に挙げていた。さらに Bizjournals.com は、職を求める若者にとって第4位の場所に挙げていた。

## 人口動態
以下は2000年国勢調査による人口統計データである。
| 基礎データ - 人口: 627,846人 - 世帯数: 242,040 世帯 - 家族数: 158,778 家族 - 人口密度: 291人/km2（755人/mi2） - 住居数: 258,953軒 - 住居密度: 120軒/km2（311軒/mi2） 人種別人口構成 - 白人: 72.40% - アフリカン・アメリカン: 19.72% - ネイティブ・アメリカン: 0.34% - アジア人: 3.38% - 太平洋諸島系: 0.03% - その他の人種: 2.48% - 混血: 1.64% - ヒスパニック・ラテン系: 5.41% 年齢別人口構成 - 18歳未満: 25.1% - 18-24歳: 10.7% - 25-44歳: 36.5% - 45-64歳: 20.4% - 65歳以上: 7.4% - 年齢の中央値: 33歳 - 性比（女性100人あたり男性の人口） - 総人口: 98.4 - 18歳以上: 96.5 | 世帯と家族（対世帯数） - 18歳未満の子供がいる: 34.0% - 結婚・同居している夫婦: 52.5% - 未婚・離婚・死別女性が世帯主: 9.8% - 非家族世帯: 34.4% - 単身世帯: 25.7% - 65歳以上の老人1人暮らし: 5.1% - 平均構成人数 - 世帯: 2.51人 - 家族: 3.06人 収入と家計 - 収入の中央値 - 世帯: 54,988米ドル - 家族: 67,149米ドル - 性別 - 男性: 44,472米ドル - 女性: 31,579米ドル - 人口1人あたり収入: 27,004米ドル - 貧困線以下 - 対人口: 7.8% - 対家族数: 4.9% - 18歳未満: 8.6% - 65歳以上: 8.9% |

## 都市と町

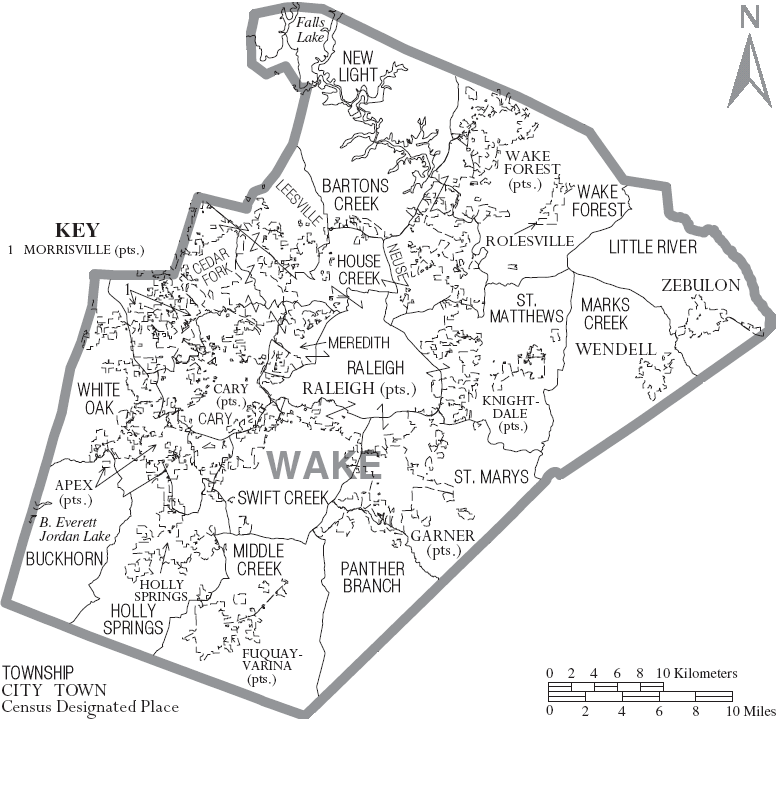
ウェイク郡の自治体と郡区

- ローリー（郡庁所在地）
- ケーリー
- アペックス
- ウェイクフォレスト
- ホリースプリングス
- フケイ・バリナ
- ガーナー
- モリスビル
- ナイトデール
- ウェンデル
- ゼブロン
- ローズビル

### 未編入の町
| - オーバーン - ボンサル - カーペンター - チェスナットヒルズ - クレッグ - イーグルロック - フォールズ | - フェルトンビル - フォレストビル - グリーンレベル - ケネベック - リザードリック - マッカラーズクロスローズ - ニューズ | - ニューヒル - ライリーヒル - ショットウェル - ストーニーヒル - スウィフトクリーク - ウィロウスプリング |

## 教育

### 高等教育機関

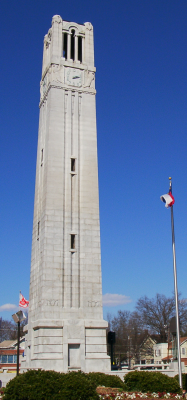
ノースカロライナ州立大学の記念鐘塔

郡内には8つの高等教育機関がある。メレディス・カレッジ、ノースカロライナ州立大学、キャンベル大学のノーマン・アドリアン・ウィギンス法学校、ピース・カレッジ、セントオーガスティンズ・カレッジ、ショー大学、サウスイースタン・バプテスト神学校、ウェイク工科コミュニティカレッジである。
ノースカロライナ州立図書館は州内の図書館、州政府の雇員、系譜学者、州民の役に立っている。ローリーには2館ある。

### 初等中等教育
郡内の公共教育はウェイク郡公共教育学区が管轄しており、児童生徒数は134,000人と国内第18位の大きな学区である。高校20校、中学校30校、小学校93校、特殊学校8校がある。さらにチャータースクール9校、私立学校31校もある。認証された教師にとっては第1位にランクされる学区である。

### 図書館
ウェイク郡公共図書館システムでは、郡内20か所の図書館を運営している。ローリー市には10か所ある。

## 文化

### 博物館
- ノースカロライナ美術館
- ノースカロライナ自然科学博物館
- ノースカロライナ歴史博物館
- ローリー市博物館
- マーブルズ子供博物館
- J・C・ロールストン樹木園
- ジョエル・レーン邸
- ペイジ・ウォーカー・ホテル
- モーデカイ邸
- ノースカロライナ鉄道博物館
- ポープ・ハウス博物館
- ノースカロライナ当代美術館
- アートスペース

### 芸能
ウォルナットクリーク円形劇場では、国際的な巡回公演を乗せている。プログレス・エナジー芸能センターには、ローリー記念樹木園、フレッチャー・オペラ劇場、ケネディ劇場、メイマンディ・コンサートホールが入っている。ノースカロライナ州祭の間、ドートン・アリーナでは主たる出し物を乗せている。ローリー市のローリー・リトル劇場、シアター・イン・ザ・パーク、ノースカロライナ州立大学のスチュワート劇場でも演劇が行われている。ケーリーには、アプローズ!ケーリー・ユース劇場、ケーリー・プレイアーズ・コミュニティ劇場、ボンド公園のサートマ円形劇場、コカ・ブース円形劇場がある。その他にアペックスのヘイル・カルチュラル・芸術センター、ガーナーのガーナー歴史公会堂がある。地元のカレッジや大学も演劇を見る機会を提供している。
ノースカロライナ交響楽団、ノースカロライナ・オペラ団、ノースカロライナ劇団、カロライナ・バレーなどプロの団体もある。

### 美術
ノースカロライナ美術館は州祭グラウンド近くのブルーリッジ道路沿いにある広大な敷地を占めており、ワシントンD.C.からアトランタまですぐれた大衆芸術を集めている。アメリカ美術、ヨーロッパ美術および古代美術のコレクションに加え、近年はオーギュスト・ロダン（2000年）やクロード・モネ（2006年から2007年）の作品を展示し、20万人以上の入場者を集めている。大半の公立美術館とは異なり、公的資金によって恒久的収蔵品として多くの作品を取得してきた。屋外の公園は国内でも最大級の美術公園となっている。

## スポーツ

### プロスポーツ
NHLのカロライナ・ハリケーンズが1997年にコネチカット州ハートフォードを離れた後、暫定的にグリーンズボロを本拠地にしていたが、1999年からはローリーを本拠地にしている。ホームアリーナはPNCアリーナであり、ここではコンサートなどのイベントも開催されている。ハリケーンズは州内唯一のメジャースポーツチームであり、2006年にはエドモントン・オイラーズに勝ってスタンレー・カップを獲得した。
ユナイテッド・サッカー・リーグのカロライナ・レイルホークスがケーリーを本拠地とし、ウェイクメド・サッカー・パークで試合を行っている。
マイナーリーグ野球のカロライナ・マドキャッツがウェイく郡東部を本拠地にしている。球場はセブロンにあるファイブカウンティ・スタジアムである。
リサーチ・トライアングル地域ではPGAツアー傘下のウェブドットコムツアー公認のレックス・ホスピタル・オープンを1994年から開催しており、ゴルフ場はローリーのウェイクフィールド・プランテーションを使っている。

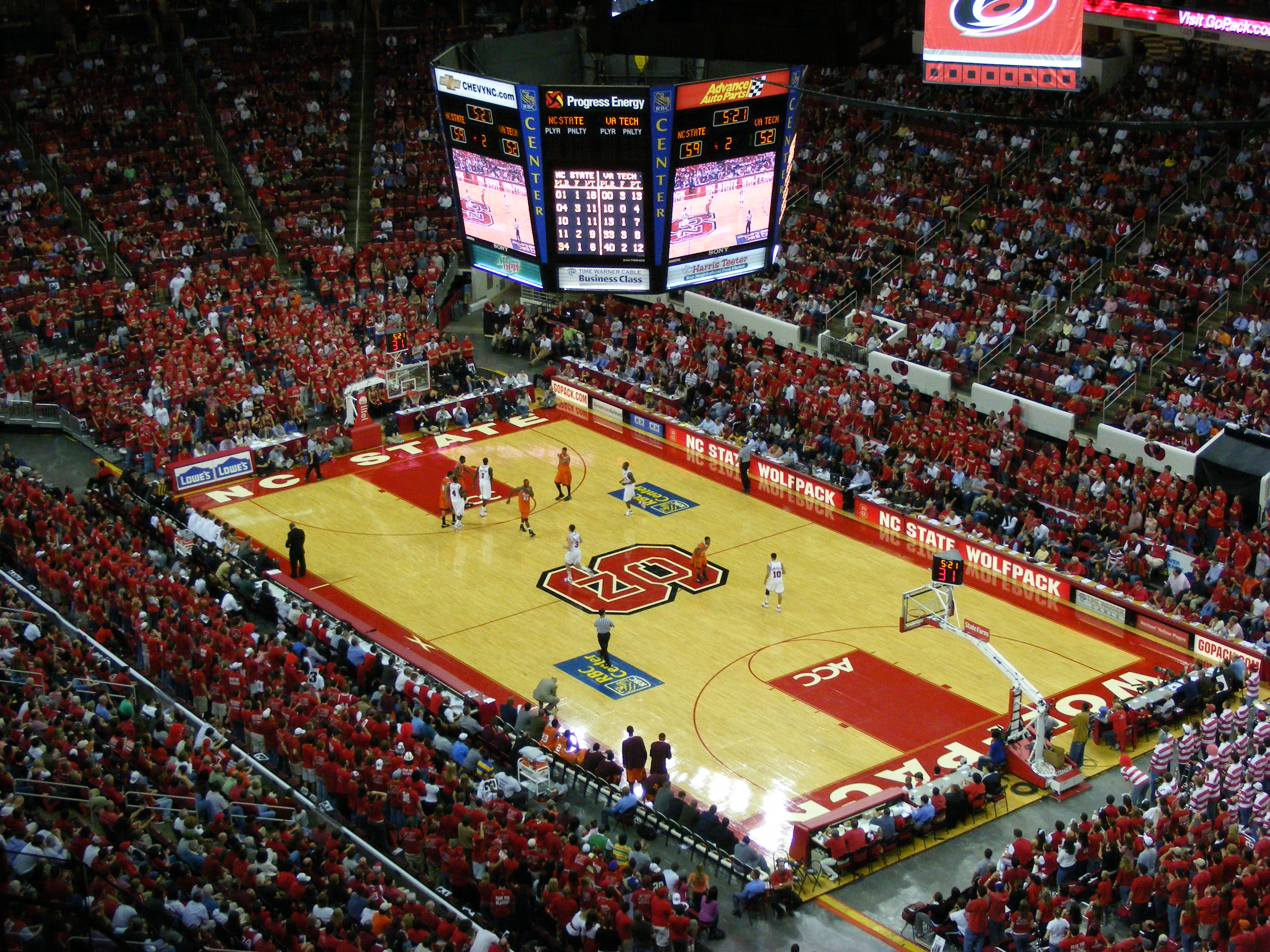
ノースカロライナ州立大学のバスケットボール試合、RBCセンター、現在はPNCアリーナ

### カレッジスポーツ
アトランティック・コースト・カンファレンスと全米大学体育協会ディビジョンIに属するノースカロライナ州立大学が、PNCアリーナでバスケットボールを、カーター・フィンリー・スタジアムでアメリカンフットボールの試合を行っている。
他の高等教育機関としてはセントオーガスティンズ・カレッジ（NCAAディビジョンIIとセントラル・インターカレッジエイト・アスレティック・アソシエーション）、メレディス・カレッジ（NCAAディビジョンIIIとUSAサウス・アスレティック・カンファレンス）、ピース・カレッジ（NCAAディビジョンIIIとUSAサウス・アスレティック・カンファレンス）、およびショー大学（NCAAディビジョンIIとセントラル・インターカレッジエイト・アスレティック・アソシエーション）がある。

## 公園とレクリエーション

### 州立公園
郡内に3つの州立公園がある。フォールズ湖州立レクリエーション地域、ウィリアム・B・アムステッド州立公園、およびジョーダン湖州立レクリエーション地域である。フォールズ湖州立レクリエーション地域は郡北部にあり、広さ12,000エーカー (49 km2) のフォールズ湖と26,000エーカー(110 km2) の森が入っている。アムステッド州立公園はローリー・ダーラム国際空港に近くローリーとケーリーの間にある。州間高速道路40号線に近く、2つの部分に分かれ、クラブツリー・クリークとリーディ・クリークが流れ、広さ5,579エーカー (22.58 km2) の森がある。ジョーダン湖州立レクリエーション地域は一部が郡内アペックス近くにあり、広さ13,940エーカー (56.4 km2) のジョーダン湖と46,788エーカー (189.26 km2) の森が入っている。この公園はハクトウワシが生息することで知られている。

### 郡立公園とレクリエーションセンター
郡内には152か所の郡立公園、私立公園、公立水泳場とテニスコートがある。さらに53か所のコミュニティセンターがある。主なものとして、プーレン公園とイエーツ・ミル公園がある。アメリカン・タバコ・トレイルは長さ22マイル (35 km) の廃線跡を使った道であり、リサーチ・トライアングル地域にある。この道の15マイル (24 km)が郡内にあり、歩行者、自転車乗り、乗馬（非都心部）などに解放されている。

## 病院
郡内にはレックス病院、ウェイクメド、デューク・ローリー病院という3つの総合病院がある。ウェイクメドは主要施設に加えて、郡内7か所に支所を運営している。